# Caio Sulpício Longo
Caio Sulpício Longo (em latim: Caius Sulpicius Longus) foi um político da gente Sulpícia da República Romana, eleito cônsul por três vezes, em 337, 323 e 314 a.C., com Públio Élio Peto, Quinto Áulio Cerretano e Marco Petélio Libão respectivamente. Foi nomeado ditador em 312 a.C..

## Primeiro consulado (337 a.C.)
Foi eleito cônsul em 337 a.C. com Públio Élio Peto. Durante o seu mandato, irrompeu uma guerra entre sidicínios e auruncos, estes últimos aliados de Roma. O Senado deliberou por intervir para ajudar os auruncos, mas por conta de diferenças entre os dois cônsules romanos, a cidade dos auruncos foi abandonada e seus habitantes fugiram para Sessa Aurunca. Irritado pela falta de decisão dos cônsules e sua inabilidade de levar adiante a guerra, o Senado nomeou como ditador Caio Cláudio Regilense, que escolheu Caio Cláudio Ortador como seu mestre da cavalaria (magister equitum).

## Segundo consulado (323 a.C.)
Caio Sulpício foi eleito novamente em 323 a.C., desta vez com Quinto Áulio Cerretano. No contexto da Segunda Guerra Samnita, Quinto Áulio liderou a campanha contra os apúlios enquanto Caio Sulpício liderou a campanha contra os samnitas, que haviam retornado à sua cidade, violando o tratado recém firmado com os romanos. Em ambos os casos, os romanos devastaram o território dos inimigos sem conseguir, contudo, forçar uma batalha decisiva.

## Terceiro consulado (314 a.C.)
Em 314 a.C., foi eleito novamente cônsul, com Marco Petélio Libão. Os dois cônsules receberam o comando do exército do ditador Quinto Fábio Máximo Ruliano e cercaram Sora, que conquistaram com a ajuda de um traidor.
Logo depois, os dois cônsules lideraram suas forças contra os ausônios e conseguiram capturar as cidades de Ausona, Minturno e Véscia graças à traição de doze nobres ausônios:
| “ | Mais uma vez, os romanos conseguiram assumir o controle do povo ausônio depois de uma traição, como já havia ocorrido em Sora. Doze jovens nobres provenientes da cidade de Ausona, Minturno e Véscia, depois de terem decidido entregar suas próprias cidades aos romanos, se apresentaram aos cônsules. | ” |
|   | — Lívio, Ab Urbe condita IX, 25. |   |

Então, sabendo que os habitantes de Lucéria haviam entregue a guarnição romana aos samnitas, o exército marchou para a Apúlia, tomando a cidade no primeiro assalto. O Senado discutiu por um longo tempo o que fazer com a cidade e decidiu, finalmente, enviar 2 500 romanos. No entanto, rumores de uma conspiração entre romanos e habitantes de Capua levou à nomeação de Caio Mênio Públio como ditador, como já havia acontecido em 320 a.C.
Logo depois, os exércitos romanos, conduzidos pelos dois cônsules, enfrentaram os samnitas numa batalha campal na Campânia, não muito longe de Cáudio, conseguindo finalmente uma vitória decisiva:
| “ | Agora os romanos prevaleciam por toda a linha e os samnitas, cessando o combate, foram mortos ou aprisionados, com exceção dos que conseguiram escapar para Malevento, a cidade hoje chamada de Benevento. Segundo a tradição, 30 000 samnitas foram mortos ou aprisionados. | ” |
|   | — Lívio, Ab Urbe condita IX, 27. |   |

Por causa desta vitória, aparentemente apenas Caio Sulpício recebeu um triunfo em Roma.

## Ditador (312 a.C.)
Caio Sulpício foi eleito ditador em 312 a.C. por causa da doença que acometeu o cônsul Públio Décio Mus. Ele preparou um exército para enfrentar os etruscos que, aparentemente, estavam se armando para atacar Roma, mas, naquele ano, não foi travada nenhuma batalha.